# Anton Eric Scotoni

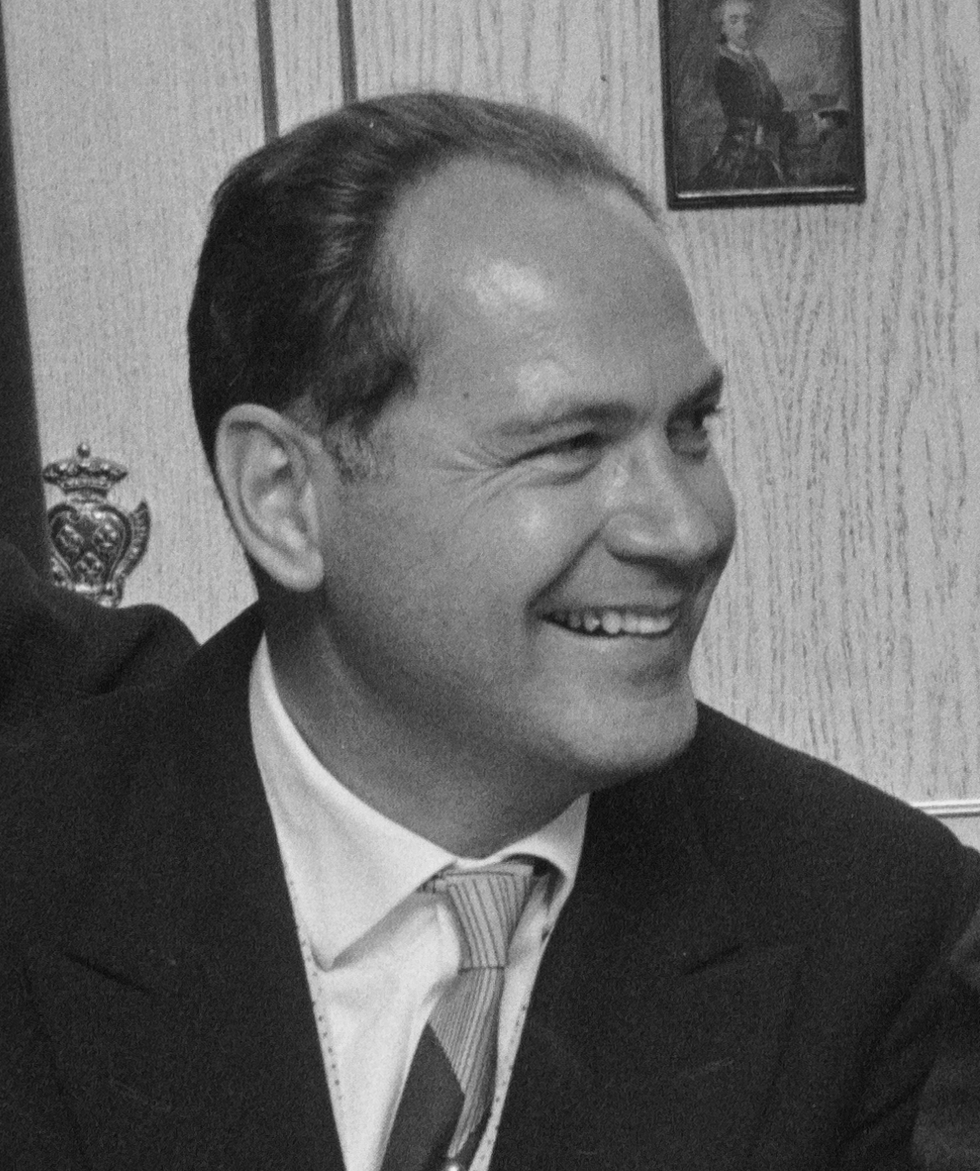
Anton Eric Scotoni (1962)

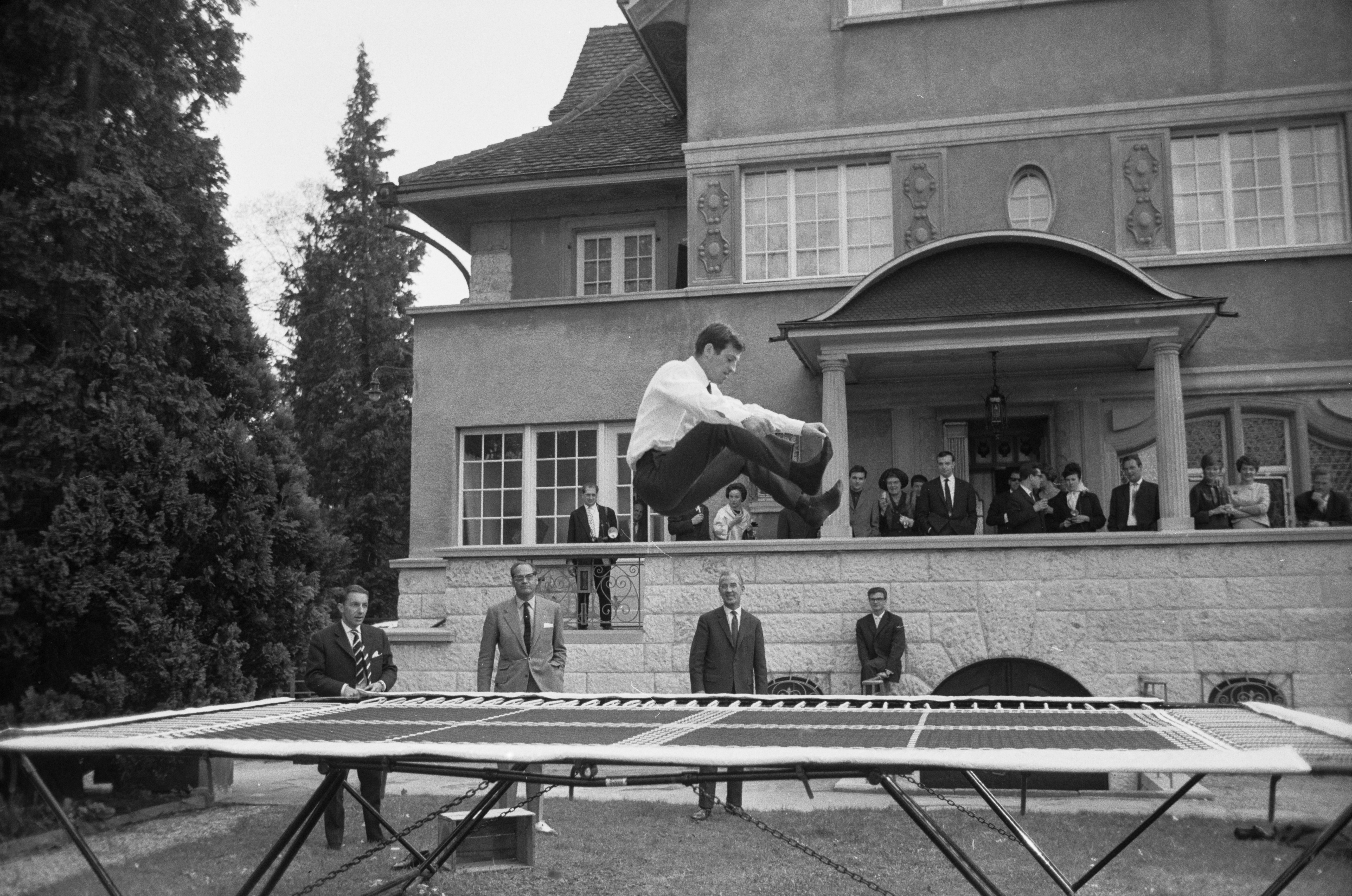
Anton Eric Scotoni (im Hintergrund, 2. v. l.:) und Jean-Paul Belmondo auf dem Trampolin. Im Garten der Villa Scotoni (1962)

Anton Eric Scotoni (* 7. August 1916 in Zürich; † 8. Dezember 2011 ebenda; heimatberechtigt in Zürich) war ein Schweizer Unternehmer der Bau-, Film und Flugzeugbranche sowie Politiker (FDP).

## Leben
Anton Eric Scotoni war einer der Söhne von Eugen Scotoni und Angela Gassmann-Grieder (1877–1953). Er absolvierte die Schulen der damaligen Zürcher Vorortgemeinde Oerlikon, bestand die Matura der Kantonsschule Zürich. Er studierte in Zürich, Löwen und Brüssel. 1944 doktorierte er zum Doktor der Volkswirtschaft mit der Dissertation Sanierung der Zürcher Altstadt. 1946 erwarb er das Piloten- und Kunstflugbrevet (Vereinigte Staaten, Schweiz).
Nach dem Tod seines älteren Bruders Ralph Scotoni trat er in das Familienunternehmen ein, einem Unternehmen der Bau- und Filmbranche (u. a. Eugen Scotoni AG, Kino Apollo Cinerama (Zürich), Metropole-Kinos (Zürich und Lausanne), Ascot Elite Filmverleih). Später übernahm er die Generalvertretung (1947–1968) der Cessna Flugzeugwerke für Europa und gründete die Flugzeughandels AG und die Alpine Luft-Transport AG ALAG (ein Taxi-Flugunternehmen) zusammen mit Dieter Bührle, H. Katz und M. Dübendorfer. Mitte der 1950er-Jahre eröffnete er das Hotel Ascot in Zürich, 1990 das Hotel Wellenberg in Zürich und beteiligte sich an zahlreichen Gastronomieunternehmen (u. a. Commercio Cantina AG).
In den Jahren 1958 bis 1986 war er u. a. Mitglied der schweizerischen Delegation der Fédération Aéronautique Internationale, Präsident der Motorflugkommission des Aero-Club der Schweiz, Vorstandsmitglied/Vizepräsident/Präsident des Zürcher Lichtspieltheater-Verbandes, Vorstandsmitglied und ab 1986 Ehrenmitglied des Schweizerischen Lichtspieltheater-Verbandes. Von 1967 bis 1975 war Scotoni für die FDP Mitglied im Gemeinderat der Stadt Zürich und von 1974 bis 1978 Kantonsrat des Kantons Zürich.
Scotoni war dreimal verheiratet und dreimal geschieden. Er hinterliess zwei Töchter aus erster Ehe, Enkel und Enkelin. Seine Söhne Christian Scotoni geb. 1980 und Antonio-Eric geb. 1985. Seine dritte Ehefrau Renate hält sein Unternehmen aufrecht. Von 2006 bis 2011 lebte er von seiner Kernfamilie getrennt im Hotel Dolder Waldhaus. Er verstarb im Alter von 95 Jahren in Zürich.

## Publikationen
- Die Sanierung der Zürcher Altstadt – Eine ökonomische Untersuchung. Buchdruckerei Gebrüder Fretz, Zürich 1944 (Dissertation).